# Långnäbbad spov
Långnäbbad spov (Numenius americanus) är en fågel i familjen snäppor inom ordningen vadarfåglar. Den häckar i präriemiljöer i Nordamerika och övervintrar utmed stränder i södra USA, Centralamerika och Västindien. Beståndet anses vara livskraftigt.

## Utseende

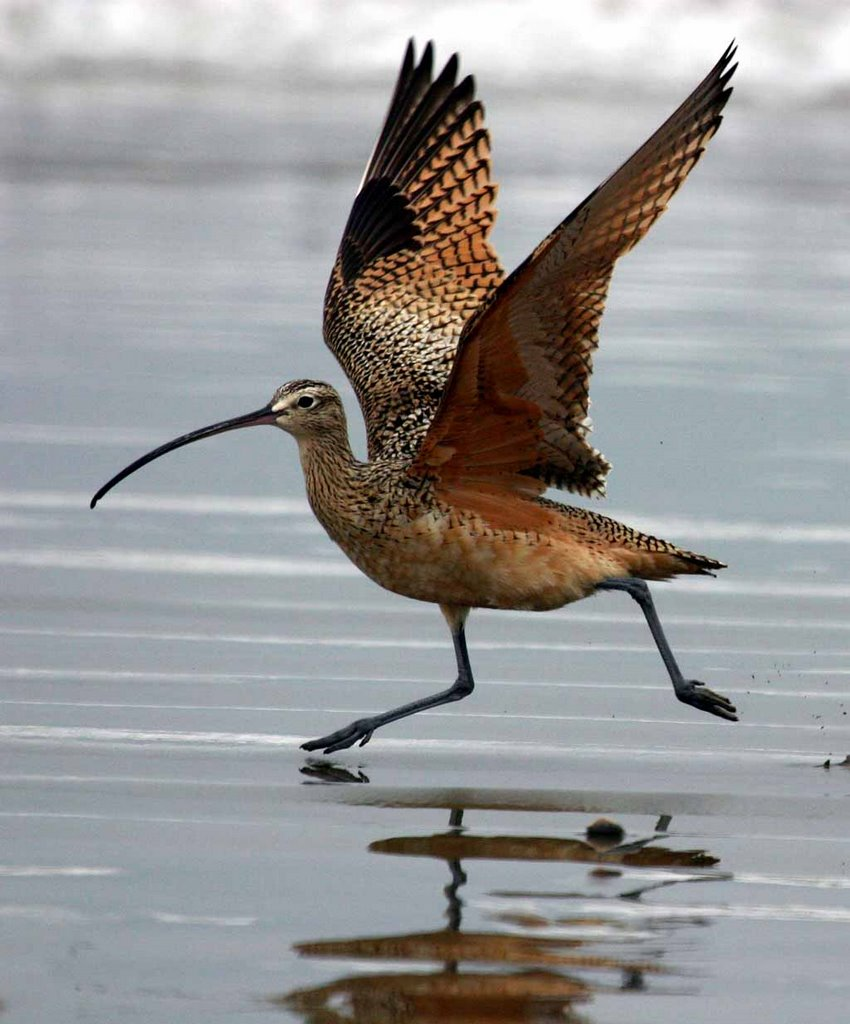
Med vingarna utbredda avslöjar den sin distinkta teckning.

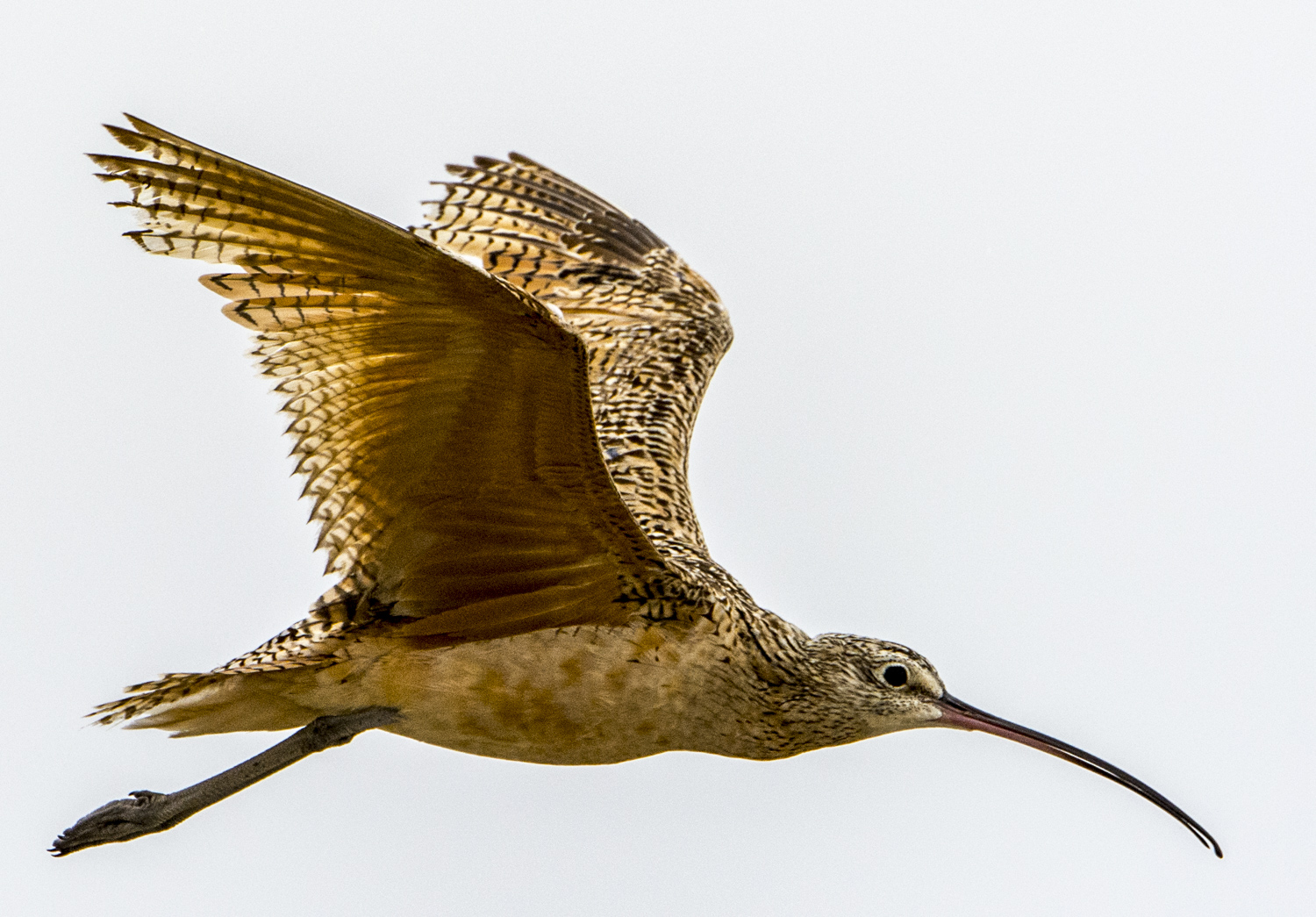
I flykten.

Precis som namnet antyder så har denna spov en mycket lång näbb, speciellt adulta honor. Dock kan vissa juveniler har liknande näbblängd som en småspov. Näbben är kraftigt nedåtböjd, rosa vid basen, mörk vid spetsen och den övre näbbhalvan är mörkare. Till formen liknar arten storspoven men den är något grövre och har bredare vingar. Den mäter 58 centimeter på längden, har ett vingspann på 88 centimeter och väger cirka 590 gram. 
Fjäderdräkten påminner om präriespovens. Långnäbbad spov har ljust sandfärgad buk och undergump, dess bröst, hals och huvud är vattrat i beiget och grått och ovansida är mörkare vattrad i gråbrunt med större ljusa fläckar. Den har en svagt mörkfärgad tygel och ljusgrå ben. Undersidan av vingarna är ljust rostbruna. På vingovansidan är armpennorna och de inre handpennorna rostbruna medan de yttre handpennorna är mörka tillsammans med den distinkta mörka vingknogen.

## Läten
Flyktlätet beskrivs i engelsk litteratur som ett klart, visslande "coooLI". Spellätet omfattar en lång vissling som först stiger, sedan faller.

## Utbredning och systematik
Långnäbbad spov häckar i Nordamerika från de central delarna och västerut. Den är en kortflyttande flyttfågel som övervintrar i södra USA, Centralamerika och i Västindien. Till skillnad från nästan alla andra amerikanska vadare har den ännu ej påträffats i Europa.
Arten delas ofta upp i två taxa:
- Numenius americanus americanus – häckar från Nevada österut till South Dakota, och söderut till norra  Texas.
- Numenius americanus parvus (tidigare N. a. occidentalis) – häckar från British Columbia österut till södra Manitoba, och söderut till Kalifornien och South Dakota.

Andra behandlar arten som monotypisk, det vill säga inte urskiljer några underarter.
Genetiska studier visar att långnäbbad spov är systerart till storspoven och dess släktingar smalnäbbad spov och orientspov.

## Ekologi

### Häckning och biotop

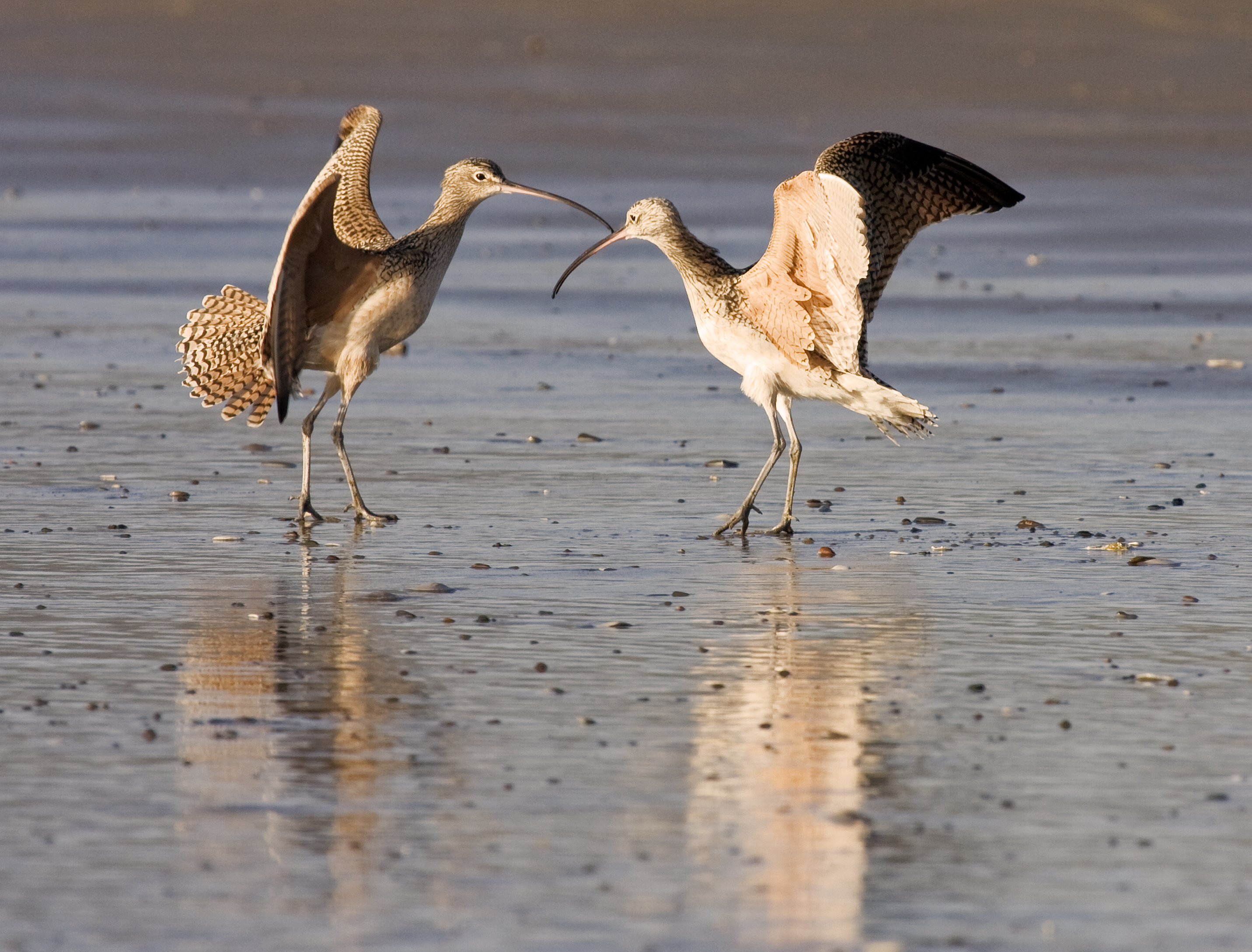
Spelande långnäbbad spov.

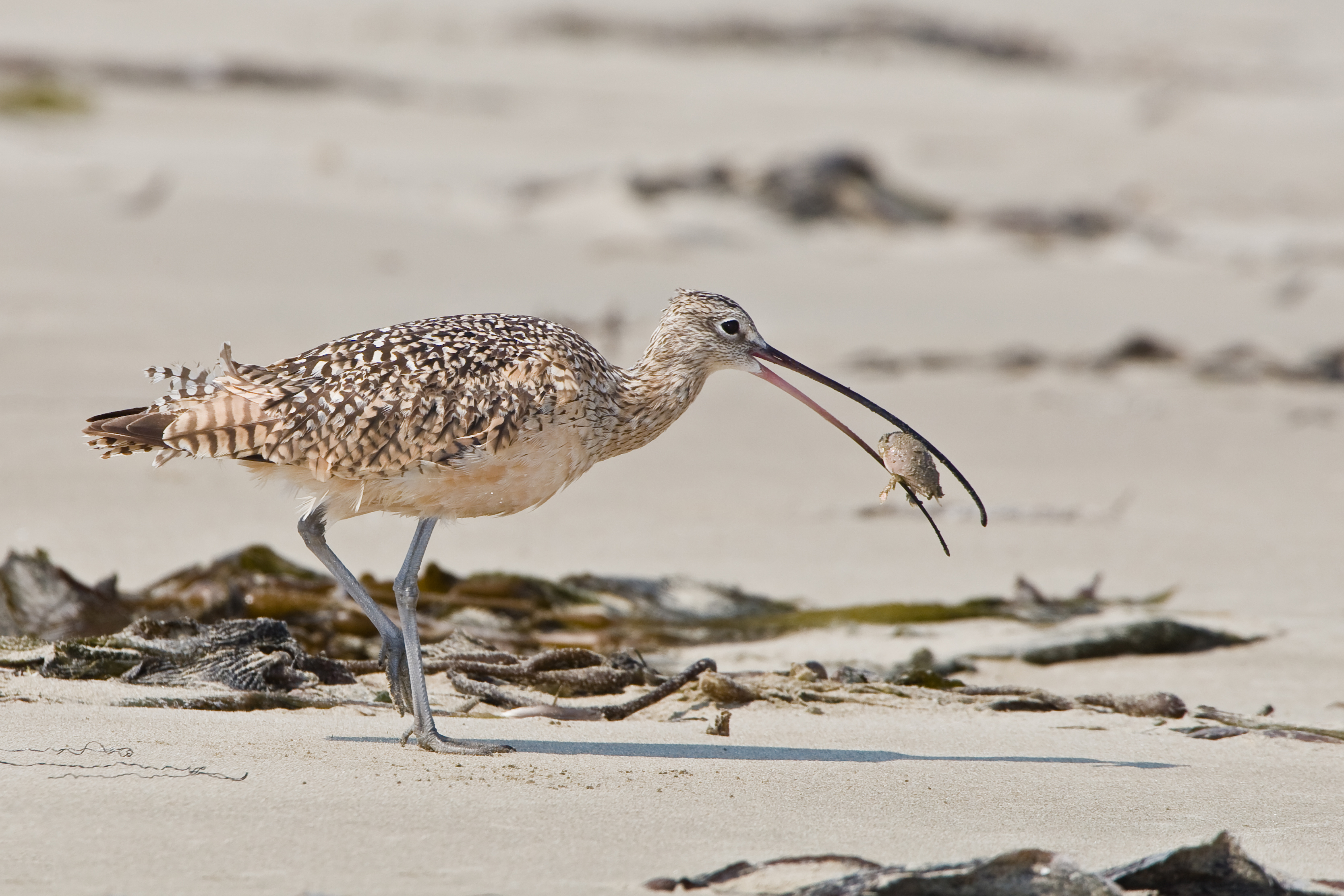
Födosökande.

Den bygger sitt bo på prärien och lägger det direkt på marken. Långnäbbad spov lägger i snitt fyra ägg och båda föräldrarna tar hand om ungarna.

### Beteende och föda
Den långnäbbade spoven syns ofta på fält där den letar efter föda som den antingen snappar efter insekter eller finner föda i jorden genom att sticka ned sin långa näbb i marken. Den befinner sig också på flacka stränder där den främst äter små kräftdjur.

## Status och hot
Populationen minskade kraftigt under 1800-talet på grund av jakt men har återhämtat sig något sedan 1980-talet. IUCN kategoriserar den som livskraftig.